# Damir Mikec
Damir Mikec (Split, 31. ožujka 1984.) srpski je sportski strijelac slovenskoga porijekla rođen u Hrvatskoj.
Mikec je po ocu slovenskog porijetla. Njegovi djed i baka po ocu potječu iz Novog Mesta, ali zbog djedovog angažmana u JNA njegov otac je rođen u Bitoli u Sjevernoj Makedoniji. Zbog respiratornih problema starije braće Igora i Gorana obitelj se zbog blagodati morskog zraka i klime preselila u Split – gdje je i on rođen. Nakon izbijanja Domovinskog rata njegova obitelj seli u Herceg Novi u Crnu Goru. Konačno, 1997. godine njegova se obitelj preselila u Beograd, gdje je završio posljednji razred osnovne škole i krenuo u srednju školu. Oženjen je sportskom streljačicom iz Salvadora Melissom Pérez, koju je upoznao 2005. godine.
Mikec je predstavljao Srbiju na Ljetnim olimpijskim igrama 2008. u Pekingu. Kvalificirao se tako što je završio na 6. mjestu na Svjetskom kupu u Fort Benningu, Sjedinjene Američke Države. U Pekingu je Mikec stigao do finala na 50 metara pištoljem i završio 7. U zračnom pištolju na 10 metara propustio je finale za jedan bod razlike i završio je 13.
Mikec je osvojio srebrnu medalju u 50 metara pištoljem na ISSF Svjetskom kupu 2009. u Münchenu.
Na Ljetnim olimpijskim igrama 2012. došao je kao svjetski broj 1. na svjetskoj rang listi, ponovno se natječući u disciplinama zračni pištolj na 10 metara i pištolj na 50 metara, završivši na 17. odnosno 16. mjestu.
Na Ljetnim olimpijskim igrama 2020. natjecao se u gađanju zračnim pištoljem na 10 metara i završio 2., čime je Srbiji donio prvu medalju na tim Igrama, a na sljedećim Olimpijskim igrama u Parizu 2024. osvojio je zlato u istoj disciplini u paru sa Zoranom Arunović.
Ima 1 zlato i 4 srebra sa Svjetskih prvenstava te 6 zlata 13 srebra i 10 bronci s Europskih prvenstava.